# Le Sous-lieutenant Gustel
Le Sous-lieutenant Gustel (titre original : Lieutenant Gustl, modernisé à partir de 1901 en Leutnant Gustl) est une nouvelle d'Arthur Schnitzler. Elle a été publiée pour la première fois en 1900 dans le supplément de Noël de la Neue Freie Presse et a été publiée en 1901 par S. Fischer Verlag (Berlin) avec des illustrations de Moritz Coschell.
Le texte est presque entièrement rédigé sous forme d'un monologue intérieur, ce qui est une nouveauté dans la littérature de langue allemande ; il représente les peurs, les obsessions et les névroses d'un jeune sous-lieutenant de l'armée austro-hongroise du point de vue intérieur du protagoniste.

## Résumé
Après un concert pendant lequel il s'ennuie, Gustel a un différend dans le vestiaire de la salle de concert avec Habetswallner, un maître boulanger qu'il connaît. Le maître boulanger tente de dégainer le sabre de Gustel, menace de le casser, et l'insulte. Gustel ressent une profonde honte d'avoir été insulté par un maître boulanger socialement inférieur. Lié par le code d'honneur en vigueur dans l'armée austro-hongroise, il décide de se suicider à sept heures le lendemain matin.
Gustel erre dans Vienne et se retrouve dans le Prater. Il pense à sa vie, aux femmes qu'il a connues, regrette de devoir se suicider mais il estime ne pas avoir le choix sous peine d'un complet déshonneur. 
Il s'endort sur un banc de parc et se réveille à l'aube du lendemain matin. Avant de rentrer chez lui, où il compte se tirer une balle dans la tête, il se rend dans son café préféré. Le serveur Rudolf qui y travaille lui raconte que celui qui l'a insulté, le boulanger Habetswallner, est mort subitement dans la nuit d'une attaque cérébrale. Soulagé au-delà de toute mesure, Gustel abandonne ses projets de suicide. Il doit se battre en duel l'après-midi même.

## Interprétation
Le Sous-lieutenant Gustel est un excellent exemple de la technique narrative du monologue intérieur ininterrompu. L'action est exclusivement vue par le prisme de la pensée de Gustel. 
L'estime de soi de Gustel repose entièrement sur son statut d'officier. Il regrette de ne pas avoir connu la guerre et méprise les civils. Il estime que son honneur d'officier ne lui donne pas d'autre option que le suicide, mais dès qu'il apprend la mort de Habetswallner, et qu'il a la certitude que personne ne saura jamais l'affront qui lui a été fait, il renonce immédiatement à son projet. Le code d'honneur de l'armée apparaît vide et creux.
Au début du XXe siècle, l'armée austro-hongroise avait un code d'honneur strict : jusqu'en 1911, chaque officier était encore obligé d'accepter tout duel. Avec sa nouvelle, Arthur Schnitzler met le doigt sur un point faible de ce code d'honneur : seuls les nobles, les militaires et les universitaires pouvaient être provoqués en duel. Gustel, qui se sent offensé par un simple maître boulanger, ne peut défendre son honneur par le biais d'un duel, c'est pourquoi il croit ne pouvoir retrouver son honneur perdu que par le suicide.

## Traductions françaises
- Le Lieutenant Gustel, traduit par Dominique Auclères et Paule Hofer-Bury, Calmann-Lévy, 1983, 2-7021-1228-5
- Le Lieutenant Gustel, traduit par Claire Rozier, édition bilingue, Presses Pocket, 1991, 2-266-03730-7
- Le Sous-lieutenant Gustel, traduit par Maël Renouard, Éditions Sillage, 2009, 978-2-916266-55-8

## Réception
Attaquant directement le militarisme et l'image de l'officier austro-hongrois, l'histoire a suscité de nombreuses critiques juste après sa publication, en particulier de la part des militaires.  Elle était vue comme une atteinte à l'honneur de l'armée et donc à l'un des fondements de l'empire. Dans le contexte antisémite de l'époque, Schnitzler, auteur juif, et Moritz Benedikt, également d'origine juive et rédacteur en chef de la Neue Freie Presse, ont été stigmatisés comme ennemis de l'État. Schnitzler, lui-même médecin-chef et sous-lieutenant de réserve, fut démis de ses fonctions d'officier par une cour d'honneur. Dès lors, il n'était considéré que comme un soldat ordinaire. Pour limiter les dégâts, la Neue Freie Presse a loué les « qualités exceptionnelles du corps des officiers autrichiens » dans un éditorial.

## Adaptations

### Télévision
- 1963 : Leutnant Gustl, téléfilm de John Olden (de), avec Peter Weck dans le rôle de Gustav (Gustl) Wilfert